# 天皇陛下御即位十年をお祝いする国民祭典
天皇陛下御即位十年をお祝いする国民祭典（てんのうへいかごそくいじゅうねんをおいわいするこくみんさいてん）は、1999年（平成11年）11月12日に皇居前広場で開催された、第125代天皇（現上皇明仁）の即位10周年の祝典行事である。主催は、「天皇陛下御即位十年奉祝委員会」（会長・稲葉興作）と「天皇陛下御即位十年奉祝国会議員連盟」（会長・森喜朗）。

## 出席者

### 芸能界
森繁久彌、北島三郎、森進一、橋幸夫、布施明、谷村新司、西城秀樹、松崎しげる、藤岡弘、、高知東生、中西圭三、GLAY(TAKUROとJIROが出席)、黒木瞳、竹下景子、宝塚歌劇団・星組、斉藤慶子、高島礼子、安室奈美恵、SPEED、YOSHIKI、草野仁（司会進行を担当）

### 狂言師
和泉元彌

### 漫画家
加藤芳郎、松本零士、小林よしのり

### バレリーナ
草刈民代

### 野球
王貞治、長嶋茂雄、星野仙一、野茂英雄、松坂大輔

### サッカー
ラモス瑠偉、中山雅史、井原正巳、川口能活、城彰二

### テニス
松岡修造、伊達公子、沢松奈生子

### 柔道
吉田秀彦、田村亮子

### スケート
清水宏保、岡崎朋美

### 格闘技
武蔵、アンディ・フグ

## 奉祝曲の演奏
式典ではピアノ協奏曲形式の奉祝曲「Anniversary」（作曲：YOSHIKI）が指揮・川本統脩、ピアノ・YOSHIKIによって演奏された。奉祝曲は制作当初20分以上の長さであったが、天皇と皇后が起立した状態で聴くと知らされ、8分弱に短縮したという。メロディには「決していいことばかりじゃなかった10年間、悲しい事もあり、苦しい事もあり、楽しい事もあり、暗い事があっても明るくなって、最後は明るい未来に向かっていく」という思いを込めたという。YOSHIKIは翌2000年4月27日の『春の園遊会』に招かれ、母親と共に出席した。

## 式典への反対・疑義
小森陽一、石田英敬、代田智明、高橋哲哉はX JAPANのYOSHIKIが奉祝曲を式典で演奏することに対し、「YOSHIKIへの公開質問状」を出した（本人は受け取りを拒否）。また、石田英敬は『世界』（2000年1月号）に「〈失われた十年〉の祭り天皇在位十年「国民祭典」を観て」を寄稿し、疑義を表した。